# Breaking the Code
Breaking the Code és una obra de teatre del 1986 escrita per Hugh Whitemore sobre el matemàtic britànic Alan Turing, que va ser un actor clau en la ruptura del Codi Enigma alemany a Bletchley Park durant la Segona Guerra Mundial i un pioner de la informàtica. L'obra vincula temàticament les activitats criptogràfiques de Turing amb els seus intents de lluitar amb la seva homosexualitat.
Va ser adaptat a un telefilm de 1996 dirigit per Herbert Wise, amb Derek Jacobi repetint el seu paper de Turing.

## Personatges
- Alan Turing
- Mick Ross, detectiu
- Christopher Morcom, amic d'infantesa de Turing (1911-1930)
- Sara Turing, mare de Turing (1881-1976)
- Ron Miller, jove que té una relació amb Turing (basat en Arnold Murray)[1]
- Dillwyn Knox, manager a Bletchley Park que recluta Turing per treballar pel govern.
- Patricia "Pat" Green, companya de treball de Turing a Bletchley (basat en Joan Clarke; 1917-1996)

## Historia de la representació
Després d'una actuació de vuit mesos al Theater Royal, Haymarket al West End de Londres a partir del 21 d'octubre de 1986, l'obra es va presentar al Broadway  a Nova York del 15 de novembre de 1987 al 10 d'abril de 1988, en ambdós casos protagonitzat per Derek Jacobi. La producció de Broadway també va comptar amb Jenny Agutter en el paper de Pat Green. William A. Henry III, escrivint a la revista Time, va descriure l'obra com "elegant i punyent". La producció de Broadway va ser nominada a tres Premis Tony, incloent el millor actor en una obra de teatre, el millor actor destacat en una obra de teatre i la millor direcció d'una obra, i dos premis Drama Desk, al millor actor i al millor actor destacat. Després de la marxa de Jacobi, la producció de Londres es va traslladar al Comedy Theatre amb John Castle com a Turing.
L'estrena nacional per a Itàlia de l'obra va ser traduïda i dirigida per Luca Giberti al Teatro Stabile in Genoa, protagonitzada per Jurij Ferrini.
Durant el Centenari de Turing 2012, hi va haver dues produccions de l'obra a Alemanya, a l'English Theatre Frankfurt i una gira amateur per Alemanya i els Països Baixos pels University Players Hamburg.
L'obra també es va posar en escena just abans de l'inici de les celebracions de l'any Alan Turing, el desembre de 2011, a l'Old Fire Station d'Oxford, per Oxford Theatre Guild.
L'obra es va produir al Royal Exchange Theatre el 2016, el primer gran renaixement de l'obra en trenta anys, amb Daniel Rigby en el paper d'Alan Turing.
El 5 d'octubre de 2019 va començar una nova producció de l'obra a Salisbury Playhouse al Regne Unit. Dirigida per Christian Durham, l'actuació es fa en ronda. Per aconseguir-ho, la configuració habitual dels seients es va canviar al Playhouse i es van col·locar seients a l'escenari.
El paper d'Alan Turing va ser interpretat per Edward Bennett.

## En altres mitjans

### Televisió
L'obra va ser adaptada per a televisió en una producció filmada per la BBC el 1996, dirigida per Herbert Wise, i també protagonitzada per Jacobi, que va guanyar un premi Broadcasting Press Guild i va ser nominada a dos Premis BAFTA de televisió, al millor drama senzill i millor actor, i per a un GLAAD Media Award. Va ser emès als Estats Units per PBS a  Masterpiece Theatre. El tall del productor es va publicar en DVD el 2012.